# Список глав государств в 1540 году
Список глав государств в 1539 году — 1540 год — Список глав государств в 1541 году — Список глав государств по годам

## Азия
- Аргунская династия — Хусейн Шах, султан (1524—1554)
- Бруней — Саиф Риджал, султан (1530—1581)
- Бухарское ханство — 
  - Убайдулла, хан (1533—1540)
  - Абдулла I, хан (1540)
  - Абдулазиз, хан (в Бухаре) (1540—1550)
  - Абдуллатиф, хан (в Самарканде) (1540—1552)
- Великих Моголов империя — 
  - Хумаюн, падишах (1530—1540, 1555—1556)
  - в 1540 году ликвидирована Суридами (до 1555 года)
- Грузинское царство — 
  -  Гурийское княжество — Ростом Гуриели, князь (1534—1564)
  -  Имеретинское царство — Баграт III, царь (1510—1565)
  -  Кахетинское царство — Леван, царь (1518—1574)
  -  Картлийское царство — Луарсаб I, царь (1527—1556)
- Дайвьет — 
  - Мак Данг Зоань, император (1529—1540)
  - Мак Хьен-тонг, император (1540—1546)
  - Ле Чанг-тонг, император (1533—1548)
- Индия —
  - Амбер (Джайпур) — Ратан Сингх, раджа[кат.] (1537—1548)
  - Ахмаднагарский султанат — Бурхан Низам-шах I, султан (1510—1553)
  - Ахом — Секленмунг, махараджа[англ.] (1539—1552)
  - Берарский султанат — Дарйа Имад-шах, султан (1529—1562)
  - Бидарский султанат — Амир Барид-шах I, султан (1527—1542)
  - Биджапурский султанат — Ибрагим Адиль Шах I, султан (1534—1558)
  - Биканер — Жаит Сингх, раджа[англ.] (1526—1542)
  - Бунди — Суртан Сингх, раджа (1531—1554)
  - Бхавнагар — Сартанжи Рамдасжи, раджа (1535—1570)
  - Виджаянагарская империя — Ачьютадеварайя, махараджадхираджа (1529—1542)
  - Гаджапати[англ.] — 
    - Пратапарудра Дева, царь[англ.] (1497—1540)
    - Калуа Дева, царь[англ.] (1540—1541)

  - Голконда — Кули Кутб Шах, султан[англ.] (1512—1543)
  - Гуджаратский султанат — Махмуд-шах III, султан (1537—1554)
  - Гулер[англ.] — Рам Чанд, раджа[англ.] (1540—1570)
  - Делийский султанат (Суриды) — Шер-шах, султан (1539 — 1545)
  - Джайнтия[англ.] — Бурха Парбат Раи, раджа[англ.] (1532—1548)
  - Джайсалмер — Лункаран Сингх, раджа (1530—1551)
  - Дженкантал[англ.] — Хари Сингх, раджа[кат.] (1530—1594)
  - Джалавад (Дрангадхра) — Мансихжи I Раножи, сахиб (1522—1563)
  - Дунгарпур — Притвираж Сингх, раджа (1527—1549)
  - Камата — 
    - Бисва Сингха, махараджа[англ.] (1515—1540)
    - Нара Нарайян, махараджа[англ.] (1540—1586)

  - Качари — Нирбхай Нарайян, царь (1540 — ок. 1550)
  - Кашмир — 
    - Шамс ад-дин-шах II, султан (1537—1540)
    - Исмаил-шах, султан (1540, 1555—1557)
    - Назук-шах, султан (1529 — 1530, 1540 — 1552)

  - Кочин — Веера Керала Варма I, махараджа (1537—1565)
  - Майсур — Шамараджа III, махараджа (1513—1553)
  - Малавский султанат — Кадир-шах, султан (1539 — 1542)
  - Манди — Чхатар Сен, раджа (1534—1554)
  - Манипур — Кабомба, раджа[англ.] (1524—1542)
  - Марвар (Джодхпур) — Малдев Ратор, раджа (1532—1562)
  - Мевар — 
    - Банбир Сингх, махарана (1537—1540)
    - Удай Сингх II, махарана (1540—1572)

  - Наванагар — Равалджи Лакхаджи, джам (1540—1562)
  - Орчха — Бхаратичанд, раджа (1531—1554)
  - Пратабгарх — Раи Сингх, махараджа (1535—1552)
  - Рева — 
    - Вир Сингх Део, раджа (1500—1540)
    - Вирбхан Сингх, раджа (1540—1555)

  - Самбалпур[англ.] — Мадхукар Саи, раджа[англ.] (1534—1578)
  - Сирохи — Акхай Радж I, раджа (1533—1543)
  - Сукет — Аржун Сен, раджа (1540—1560)
  - Хандешский султанат — Мубарак-шах II, султан (1537—1566)
  - Чамба — Ганеза Верман, раджа (1512—1559)
- Индонезия —
  - Аче — Алауддин аль Кухар, султан (1537—1571)
  - Бантам — Сусухун Гунунг Джати (Фалета-хан), султан (1526—1552)
  - Бачан — Зайнал Абидин, султан[англ.] (ок. 1512 — ок. 1557)
  - Демак — Тренггана, султан (1521—1548)
  - Калиньямат[англ.] — Хадлирин, султан[англ.] (1527—1549)
  - Сунда — Рату Девата (Сан Рату Джая Девата), махараджа (1535—1543)
  - Сулу — Муиззул-Мутавади, султан[англ.] (1527—1548)
  - Тернате — Хайрун Джамиль, султан (1535—1570)
  - Чиребон[англ.] — Сунан Гугунгжати, султан[англ.] (1479—1568)
- Иран (Сефевиды) — Тахмасп I, шахиншах (1524—1576)
  -  Каркия — Ахмад-хан, амир (1538—1592)
  -  Падуспаниды — 
    - Каюс III, малек (в Кожуре) (1507—1543)
    - Бахман, малек (в Нуре) (1507—1550)
- Казахское ханство — Хак-Назар, хан (1538—1580)
- Камбоджа — Анг Чан I, король[англ.] (1521—1566)
- Китай (Империя Мин)  — Цзяцзин (Чжу Хоуцун), император (1521—1567)
- Лансанг  — Потисарат I, король (1520—1547)
- Малайзия — 
  - Джохор — Ала ад-дин Риайат-шах I, султан (1528—1564)
  - Кедах — Махмуд Шах II, султан[англ.] (1506—1546)
  - Келантан — Ахмад Шах ибн аль-Мартум Мансур, султан[англ.] (1526—1547)
  - Паттани — Муджаффар Шах, султан (1530—1564)
  - Паханг — 
    - Музаффар-шах I, султан (1530—1540)
    - Зайнал Абидин-шах, султан (1540—1555)

  - Перак — Музаффар-шах I, султан (1528—1549)
- Мальдивы — Хассан VIII, султан (1529—1549)
- Могулистан — Мансур, хан (в Восточном Могулистане)  (1514—1543)
- Могулия (Яркендское ханство) — Абд ар-Рашид I, хан  (1533—1559)
- Монгольская империя (Северная Юань) — Боди-Алаг, великий хан (1519—1547)
- Мьянма — 
  - Ава — Тоханбва, царь[англ.] (1527—1542)
  - Аракан (Мьяу-У) — Мин Бин, царь[англ.] (1531—1554)
  - Пьи — Мингаун, царь[англ.] (1539—1542)
  - Таунгу — Тэбиншвети, царь[англ.] (1530—1550)
- Непал (династия Малла) —
  - Бхактапур — Прана Малла, раджа[англ.] (1519—1547)
  - Катманду (Кантипур) — Нарендра Малла, раджа[англ.] (1538—1560)
- Ногайская Орда — Сайид Ахмад, бий (1524 — ок. 1541)
- Оман — Баракат ибн Мухаммед, имам (1529—1560)
- Османская империя — Сулейман I Великолепный, султан (1520—1566)
  - Рамазаногуллары (Рамаданиды) — Пири Мехмед Паша, бей (1520—1568)
- Рюкю — Сё Сэй, ван (1526—1555)
- Таиланд — 
  - Аютия — Чаирачатират, король (1534—1546)
  - Ланнатай — Саикхам, король[англ.] (1538—1543)
- Тибет — Нгаванг Тоши Дракпа, гонгма[англ.] (1499—1554, 1556/1557—1564)
- Филиппины — 
  - Магинданао — Шариф Мухаммед Кабунгсуан, султан (1520—1543)
  - Тондо — Салалила, раджа[англ.] (ок. 1515 — ок. 1558)
- Чосон  — Чунджон, ван (1506—1544)
- Шри-Ланка — 
  - Джафна — Канкили I, царь[фр.] (1519—1561)
  - Канди — Джаявеера Астана, царь[англ.] (1511—1551)
  - Котте — Бхуваньякабаху VII, царь (1521—1551)
  - Ситавака — Маядунне, царь (1521—1581)
- Япония — 
  - Томохито (Го-Нара), император (1526—1557)
  - Сёгунат Муромати — Асикага Ёсихару, сёгун (1521—1546)

## Америка
- Империя инков — Манко II, сапа инка (1533—1544)
- Конфедерация Муисков[англ.] — 
  - Акиминсаке, заку[англ.] (1537—1540)
  - в 1540 году ликвидирована испанцами
- Новая Испания — Антонио де Мендоса, вице-король (1535—1550)

## Африка
- Абдальвадиды (Зайяниды) — 
  - Абу Мухаммед II, султан (1528—1540)
  - Абу Абдалла VI, султан (1540, 1544)
  - Абу Зайян III, султан (1540—1543, 1544—1550)
- Адаль — Умардин Мухаммед, султан (1526—1553)
- Багирми — Лубатко, султан (1536—1548)
- Бамум — Нгоу I, мфон (султан)[англ.] (1519—1544)
- Бени-Аббас[англ.] — Абдельазиз, султан[фр.] (1510—1559)
- Бенинское царство — Эсиги, оба[англ.] (1504—1547)
- Борну — Дунама V, маи[нем.] (1539—1557)
- Буганда — Накибинге, кабака (ок. 1524 — ок. 1554)
- Варсангали[англ.] — Юсуф, султан[кат.] (1525—1555)
- Вогодого — 
  - Кида, нааба (ок. 1520 — ок. 1540)
  - Кимба, нааба (ок. 1540 — ок. 1560)
- Джолоф — Бираима Диеме-Кумба, буур-ба[англ.] (1527—1543)
- Имерина — Адриаманело, король[англ.] (1540—1575)
- Кано[англ.] — Мухаммад Кисоки, султан[англ.] (1509—1565)
- Каффа — Води Гафо, царь (ок. 1530 — ок. 1565)
- Конго — Нзинга Мбемба (Афонсу I), маниконго[англ.] (ок. 1509 — 1542/1543)
- Мали — Мамаду II, манса (1496—1559)
- Марокко (Ваттасиды) — Абу-ль-Аббас Ахмад, султан (1526 — 1545, 1547—1549)
- Массина — 
  - Ило, ардо (1539—1540)
  - Амади Сире, ардо (1540—1543)
- Мутапа — Нешангве Мунембире, мвенемутапа[англ.] (1530—1550)
- Ндонго — Килаунжи Киа Самба, нгола[англ.] (ок. 1515 — 1556)
- Нри[англ.] — Фенену, эзе[англ.] (1512—1582)
- Руанда — Руганзу II, мвами (1510—1543)
- Салум — Латминге Дьелен Ндиае, маад (1520—1543)
- Свазиленд — Нгване II, вождь (ок. 1520 — ок. 1550)
- Сеннар — Наиль, мек (1534—1551)
- Сонгай — Аския Исхак I, император (1539—1549)
- Твифо-Эман[англ.] — 
  - Одуру, аквамухене[англ.] (ок. 1520 — ок. 1540)
  - Адо, аквамухене[англ.] (ок. 1540 — ок. 1560)
- Хафсиды — Мухаммад аль-Хасан, халиф (1526—1543)
- Эфиопия — 
  - Давид II, император (1508—1540)
  - Клавдий (Аснаф Сагад I), император (1540—1559)

## Европа
- Англия — Генрих VIII, король (1509—1547)
- Андорра — 
  - Генрих II, король Наварры, князь-соправитель (1517—1555)
  - Франсеск де Урриэс, епископ Урхельский, князь-соправитель (1534—1551)
- Астраханское ханство — Абдул-Рахман, хан (1533—1537, 1539—1545)
- Валахия — Раду VII Паисий, господарь (1535—1545)
- Венгрия — Фердинанд I, король (в Западной Венгрии) (1526—1564)
- Восточно-Венгерское королевство — 
  - Янош I Запольяи, король (1526—1540)
  - Янош II Запольяи, король (1540—1570)
- Дания — Кристиан III, король (1534—1559)
- Ирландия —
  - Десмонд — Домналл ан Друйминин Маккарти, король (1516—1558)
  - Тир Эогайн — Конн Баках мак Куинн О’Нилл, король (1519—1559)
  - Томонд — Мурроу О’Брайен, король (1539—1543)
- Испания —
  - Арагон — Карлос I, король (1516—1556)
  - Кастилия и Леон — Хуана I Безумная, королева (1504—1555)
  - Наварра — Генрих (Энрике) II, король (1517—1555)
- Италия —
  - Венецианская республика — Пьетро Ландо, дож (1539—1545)
  - Гвасталла — Ферранте I Гонзага, граф (1539—1557)
  - Генуэзская республика — Джаннандреа Джустиниани, дож (1539—1541)
  - Мантуя — 
    - Федерико II Гонзага, герцог (1519—1540)
    - Франческо III Гонзага, герцог (1540—1550)

  - Масса и Каррара — Риччарда Маласпина, маркграфиня (1519—1546, 1547—1553)
  - Монтекьяруголо — Паоло Торелли, граф (1518—1545)
  - Пьомбино — Якопо V Аппиани, князь (1511—1545)
  - Салуццо — Габриеле ди Салуццо, маркграф (1537—1548)
  - Урбино — Гвидобальдо II делла Ровере, герцог (1538—1574)
  - Феррара, Модена и Реджо — Эрколе II д’Эсте, герцог (1534—1559)
  - Флорентийское герцогство — Козимо I, герцог (1537—1569)
- Казанское ханство — Сафа-Гирей, хан (1524 — 1531, 1536 — 1546, 1546 — 1549)
- Крымское ханство — Сахиб I Герай, хан (1532—1551)
- Ливонский орден — Герман фон Брюггеноэ, ландмейстер (1535—1549)
- Литовское княжество — Сигизмунд I Старый, великий князь (1506—1548)
- Молдавское княжество — 
  - Стефан V Лакуста, господарь (1538—1540)
  - Александр Корня, господарь (1540—1541)
- Монако — Оноре I, сеньор (1523—1581)
- Московское великое княжество — Иван IV Васильевич Грозный, государь всея Руси (1533—1547)
- Наксосское герцогство — Джованни IV, герцог (1517—1564)
- Норвегия — Кристиан III, король (1534—1559)
- Папская область — Павел III, папа (1534—1549)
- Польша — Сигизмунд I Старый, король (1506—1546)
- Португалия — Жуан III Благочестивый, король (1521—1557)
- Священная Римская империя — Карл V, император (1519—1556)
  - Австрия — Фердинанд I, герцог (1521—1564)
  - Ангальт — 
    - Ангальт-Дессау — 
      - Иоганн IV, князь (1516—1544)
      - Георг III, князь (1516—1544)
      - Иоахим, князь (1516—1561)

    - Ангальт-Кётен — Вольфганг, князь (1508—1562)

  - Ансбах — Георг, маркграф (1515—1543)
  - Бавария — 
    - Вильгельм IV, герцог (1508—1550)
    - Людвиг X, герцог (1514—1545)

  - Баден — 
    - Баден-Баден — Филиберт, маркграф (1536—1569)
    - Баден-Дурлах — Эрнст, маркграф (1535—1553)

  - Байрет (Кульмбах) — Альбрехт II Алкивиад, маркграф (1527—1553)
  - Бранденбург — Иоахим II Гектор, курфюрст (1535—1571)
    - Бранденбург-Кюстрин — Иоганн, маркграф (1535—1571)

  - Брауншвейг — 
    - Брауншвейг-Вольфенбюттель — Генрих V, герцог (1514—1568)
    - Брауншвейг-Грубенхаген — Филипп I, герцог (1485—1551)
    - Брауншвейг-Каленберг — 
      - Эрих I, герцог (1491—1540)
      - Эрих II, герцог (1540—1584)

    - Брауншвейг-Люнебург — 
      - Эрнест I, герцог (1520—1546)
      - Франц, герцог (1536—1549)

  - Вальдек — 
    - Вальдек-Вилдунген — Филипп IV, граф (1513—1574)
    - Вальдек-Ландау — Иоганн I, граф (1539—1567)
    - Вальдек-Эйсенберг — Вольрад II, граф (1539—1575)

  - Восточная Фризия — 
    - Энно II, граф (1528—1540)
    - Эдцард II, граф (1540—1599)
    - Иоганн, граф (1528—1591)

  - Вюртемберг — Ульрих, герцог (1498—1519, 1534—1550)
  - Ганау — 
    - Ганау-Лихтенберг — Филипп IV, граф[англ.] (1538—1590)
    - Ганау-Мюнценберг — Филипп III, граф[англ.] (1529—1561)

  - Гессен — Филипп, ландграф (1509—1567)
  - Гольштейн-Пиннеберг — 
    - Иоанн V, граф (1531—1560)
    - Йобст II, граф (1531—1581)

  - Кёльнское курфюршество — Герман V фон Вид, курфюрст (1515—1546)
  - Лотарингия — Антуан II, герцог (1508—1544)
  - Майнцское курфюршество — Альбрехт Бранденбургский, курфюрст (1514—1545)
  - Мекленбург — 
    - Мекленбург-Гюстров — Альбрехт VII, герцог (1520—1547)
    - Мекленбург-Шверин[англ.] — Генрих V, герцог (1520—1552)

  - Монбельяр — Ульрих Вюртембергский, граф (1498 — 1519, 1534 — 1550)
  - Нассау — 
    - Нассау-Байлштайн[нем.] — 
      - Бернард, граф (1499—1556)
      - Иоганн III, граф (1513—1561)

    - Нассау-Вейльбург — Филипп III, граф (1523—1559)
    - Нассау-Висбаден-Идштейн[нем.] — Филипп I, граф (1511—1558)
    -  Нассау-Дилленбург[англ.] — Вильгельм I Богатый, граф (1516—1559)
    - Нассау-Саарбрюккен — Иоганн Людвиг, граф (1472—1545)

  - Ольденбург — 
    - Христоф, граф (1526—1566)
    - Антон I, граф (1526—1573)

  - Померания — 
    - Померания-Вольгаст — Филипп I Набожный, герцог (1531—1560)
    - Померания-Штеттин (Щецин) — Барним IX Благочестивый, герцог (1532—1569)

  - Пруссия — Альбрехт Бранденбург-Ансбахский, герцог (1525—1568)
  - Пфальц — Людвиг V, курфюрст (1508—1544)
    - Пфальц-Зиммерн[англ.] — Иоганн II, пфальцграф[англ.] (1509—1557)
    - Пфальц-Нойбург — 
      - Отто Генрих, пфальцграф (1505—1557)
      - Филипп, пфальцграф (1505—1541)

    - Пфальц-Цвейбрюккен — Вольфганг, пфальцграф (1532—1569)

  - Савойя — Карл III Добрый, герцог (1504—1553)
  - Саксония — Иоганн Фридрих Великодушный, курфюрст (1532—1547)
    - Саксен-Виттенберг — Генрих V Благочестивый, герцог (1539—1541)
    - Саксен-Ратцебург-Лауэнбург — Магнус I, герцог (1507—1543)

  - Трирское курфюршество — 
    - Иоганн фон Метценхаузен, курфюрст (1531—1540)
    - Иоганн Людвиг фон Хаген, курфюрст (1540—1547)

  - Чехия — Фердинанд I, король (1526—1564)
    - Силезские княжества —
      - Бжегское княжество — Фридрих II Легницкий, князь (1521—1547)
      - Зембицкое (Мюнстерберг) и Олесницкое княжества — 
        - Иоахим Подебрадович, князь (1536—1542)
        - Генрих II Подебрадович, князь (1536—1542)
        - Иоганн Подебрадович, князь (1536—1542, 1559—1565)
        - Георг II Подебрадович, князь (1536—1542)

      - Легницкое княжество — Фридрих II Легницкий, князь (1488—1547)
      - Любинское княжество — Анна Померанская, княгиня[пол.] (1521—1550)
      - Сцинавское княжество — Фридрих II Легницкий, князь[пол.] (1528—1547)
      - Тешинское (Цешинское) княжество — Вацлав III Адам, князь (1528—1579)

  - Шлезвиг-Голштейн — Кристиан III, герцог (1533—1544)
  - Юлих-Клеве-Берг — Вильгельм, герцог (1539—1592)
- Франция — Франциск I, король (1515—1547)
  - Арманьяк — Генрих II д’Альбре, король Наварры, граф (1527—1555)
  - Бретань — Генрих II, герцог (1536—1547)
  - Овернь — Екатерина Медичи, графиня (1524—1569, 1574—1589)
  - Фуа — Генрих II д'Альбре, король Наварры, граф (1517—1555)
- Швеция — Густав I Ваза, король (1523—1560)
- Шотландия — Яков V, король (1513—1542)

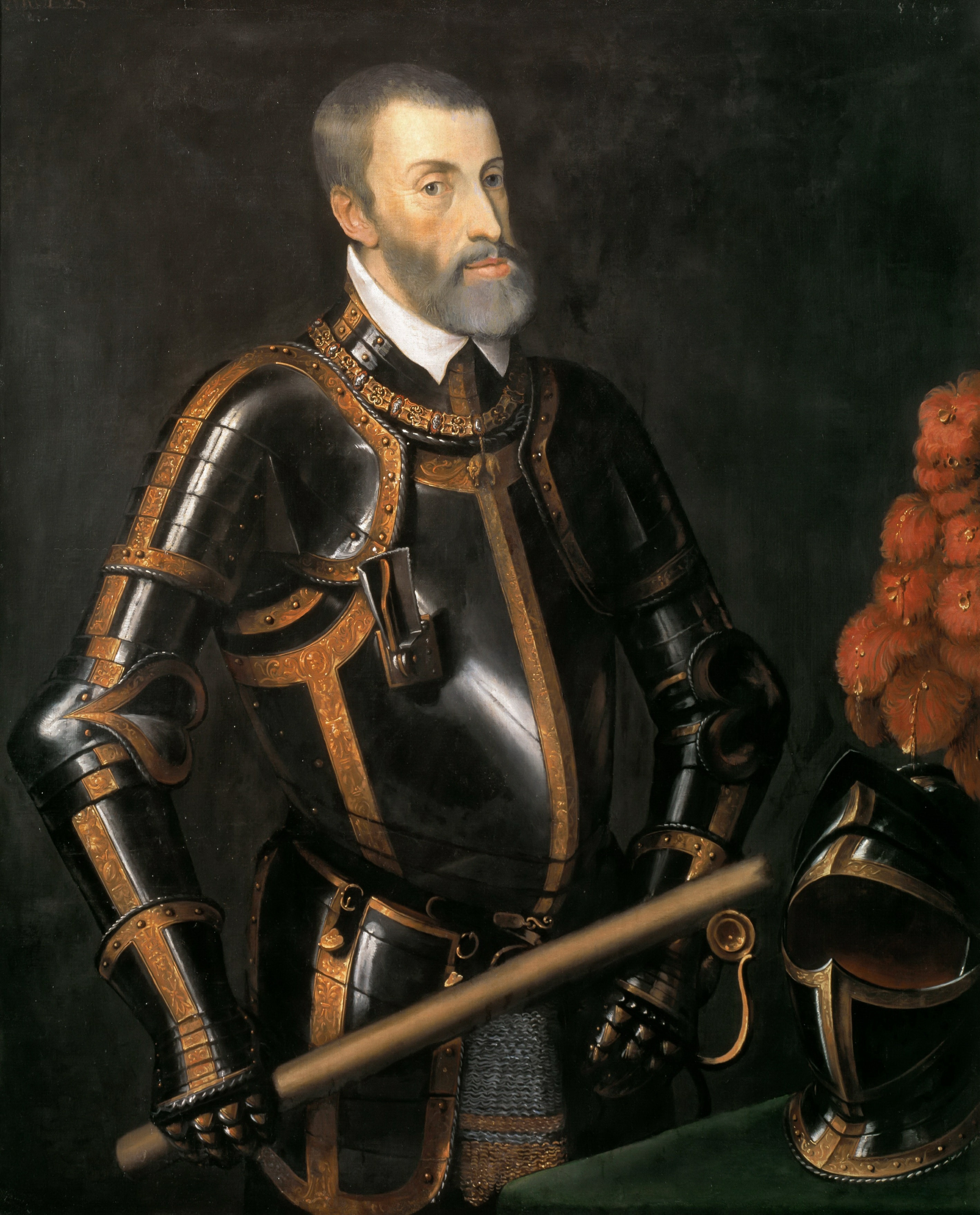
Карл V 1519-1556 Император Священной Римской империи, король Арагона, Неаполя и Сицилии
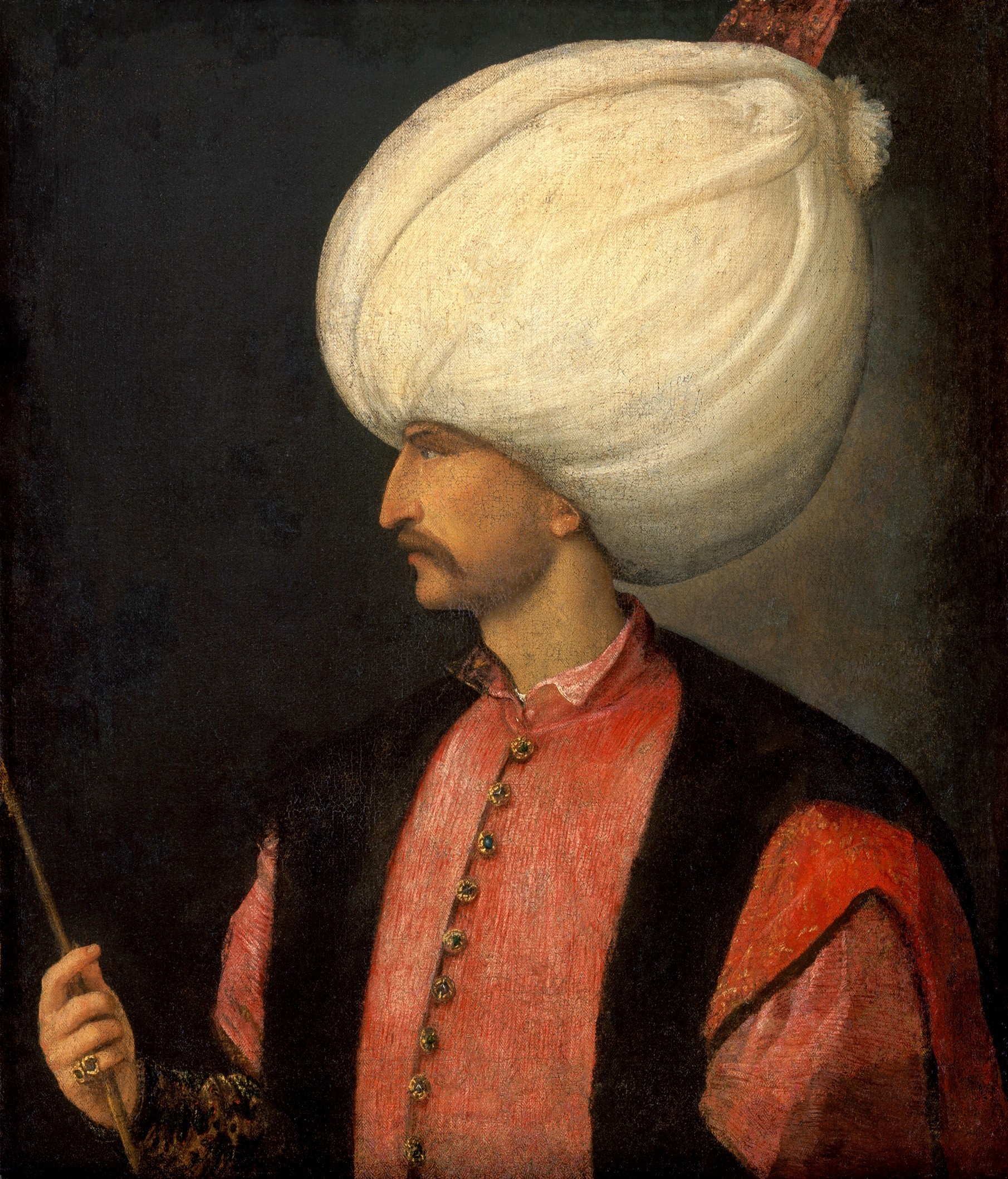
Сулейман I Великолепный 1520-1566 Османский султан
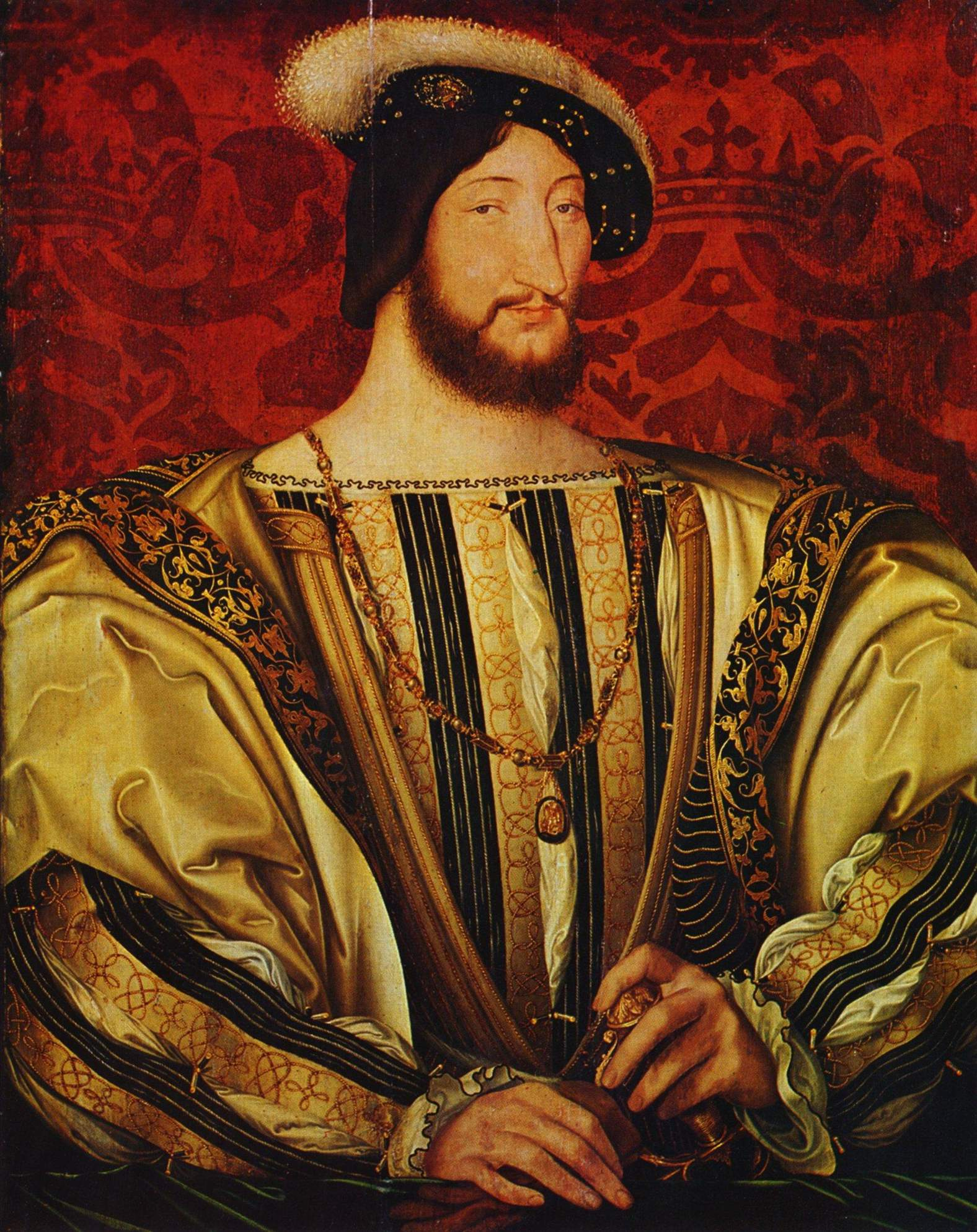
Франциск I 1515-1547 Король Франции
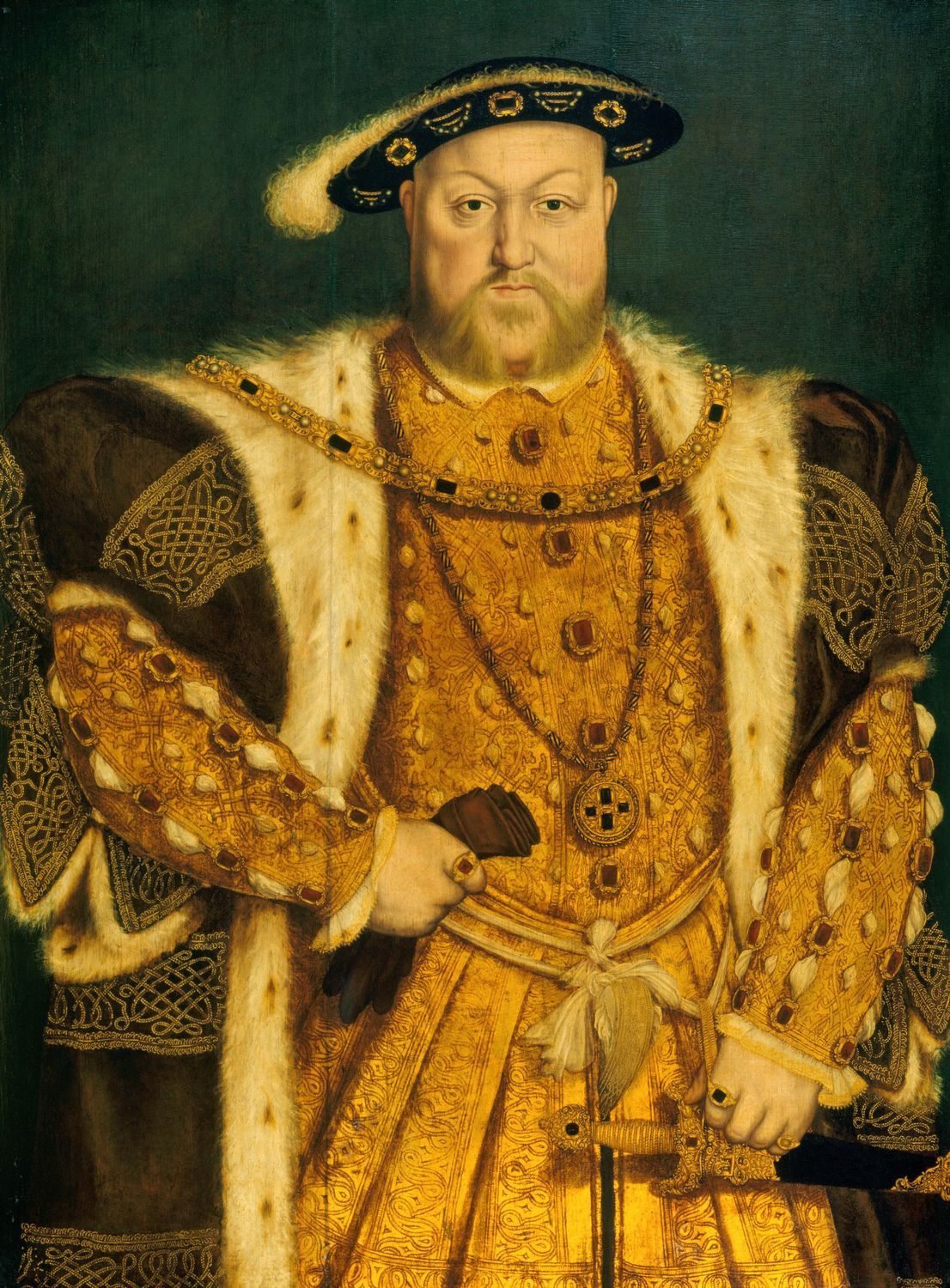
Генрих VIII 1509-1547 Король Англии
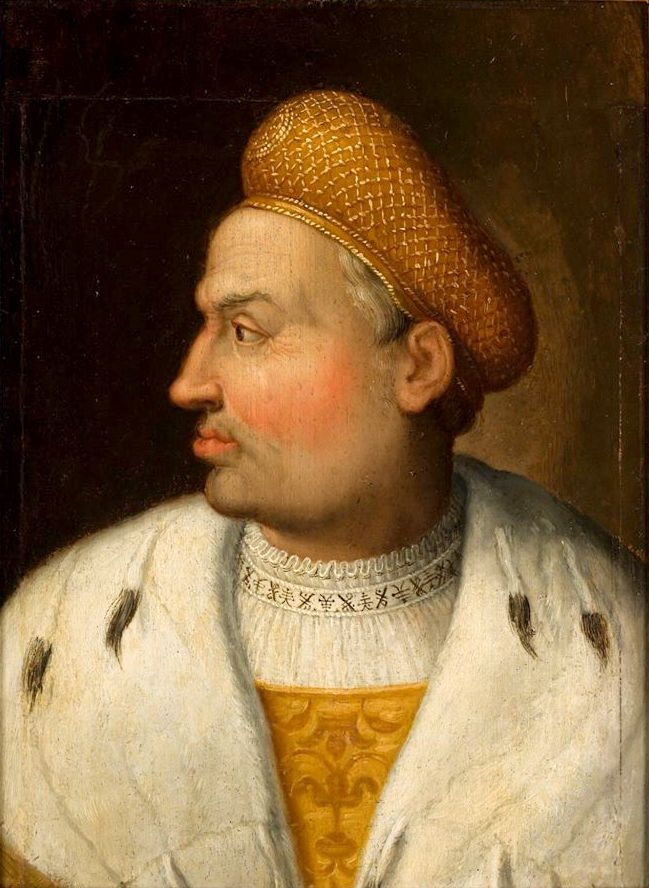
Сигизмунд I Старый 1506-1546 Король Польши и Великий князь Литовский
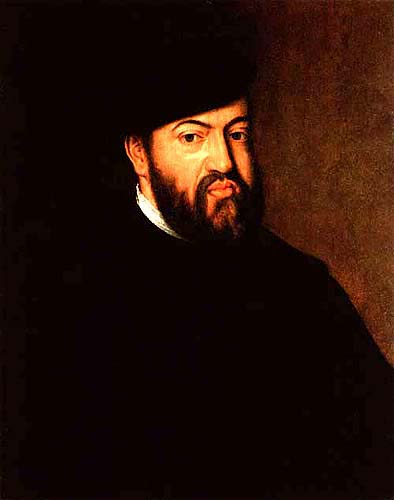
Жуан III Благочестивый 1521-1557 Король Португалии
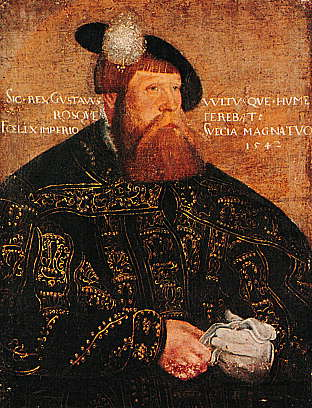
Густав I Ваза 1523-1560 Король Швеции
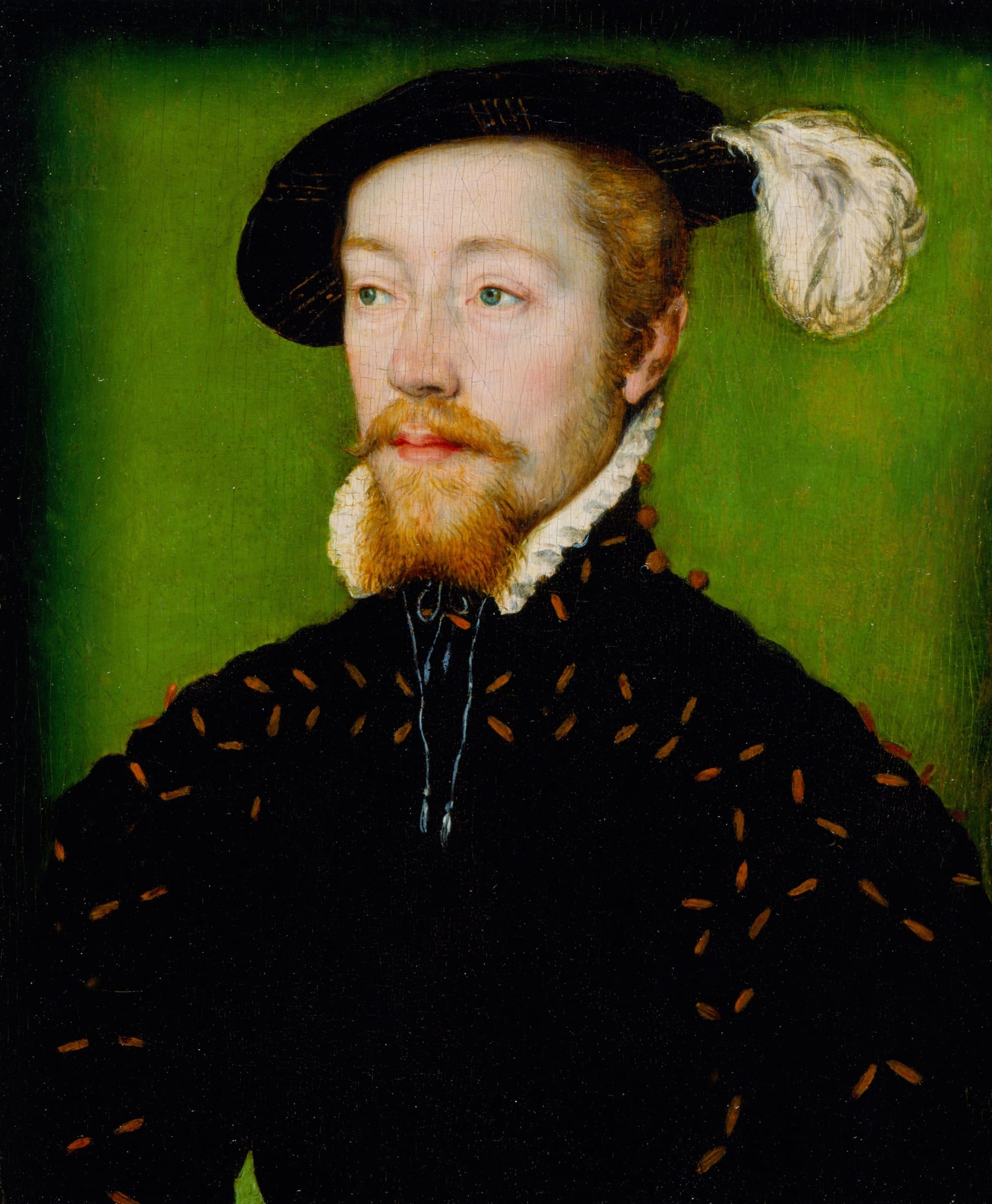
Яков V 1513-1542 Король Шотландии
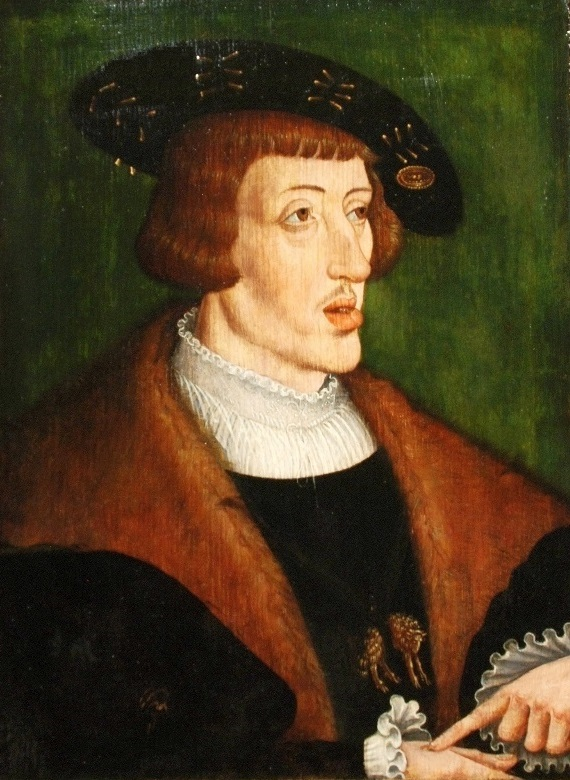
Фердинанд I 1526-1564 Король Венгрии и Чехии
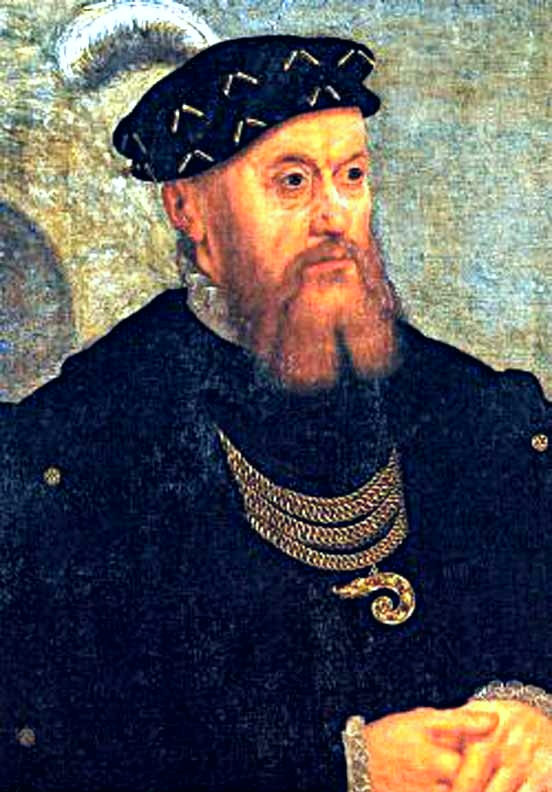
Кристиан III 1534-1559 Король Дании и Норвегии
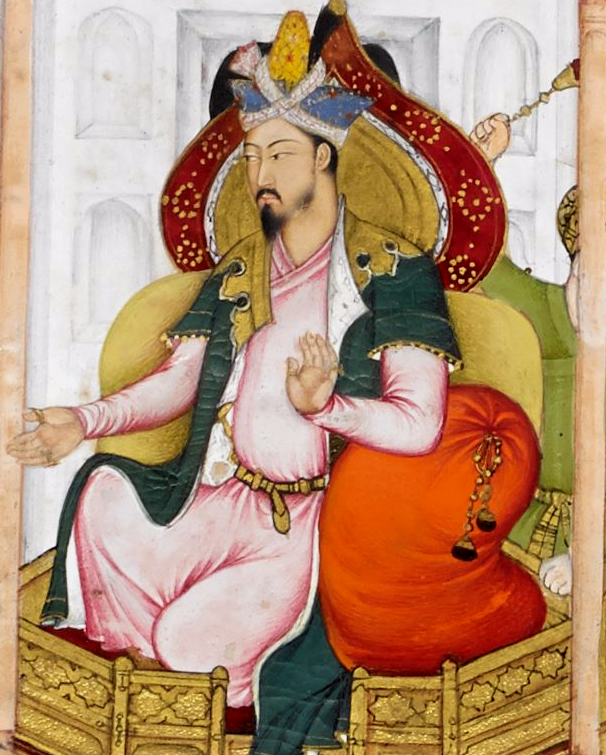
Хумаюн 1530-1540, 1555-1556 Падишах империи Великих Моголов
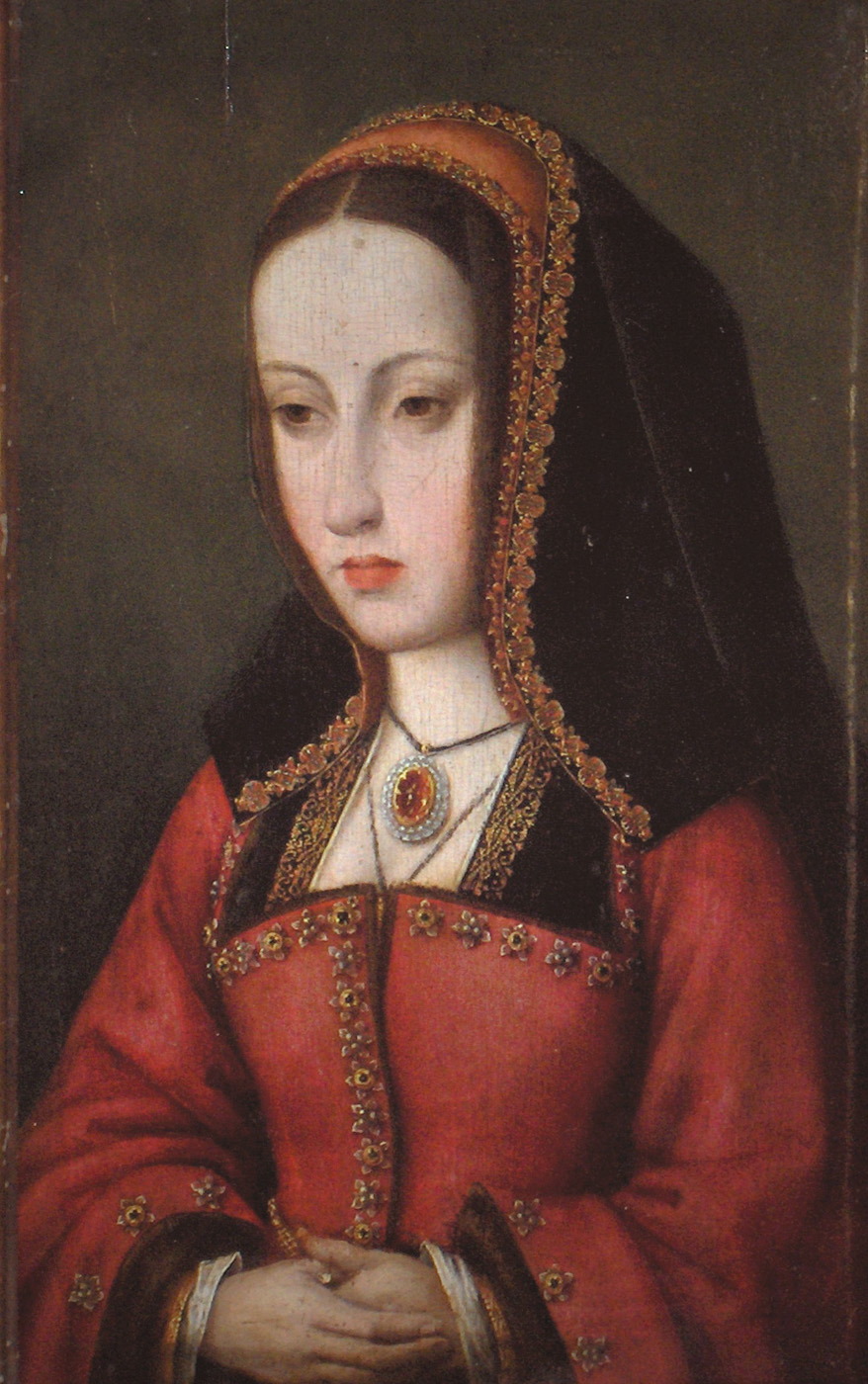
Хуана Безумная 1504-1555 Королева Кастилии и Леона
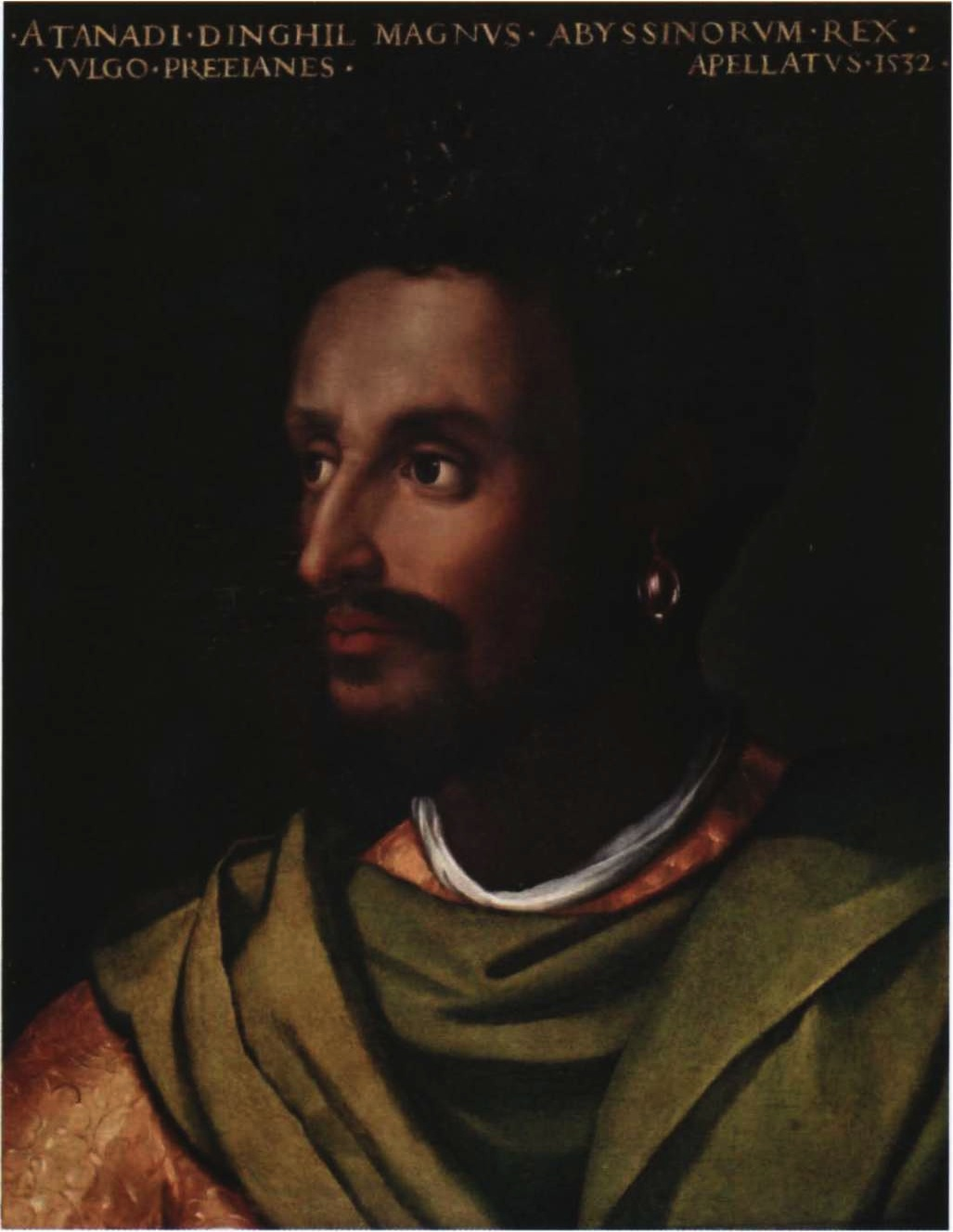
Давид II 1504-1555 Император Эфиопии
Тахмасп I 1524-1576 Шахиншах Ирана
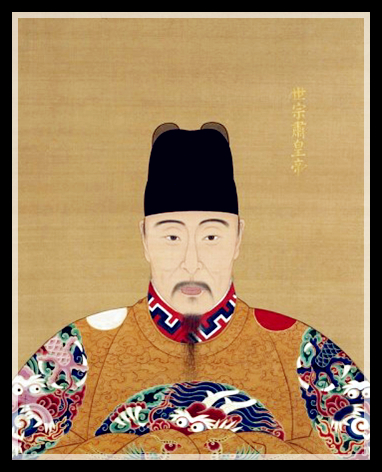
Цзяцзин 1521-1567 Император Китая
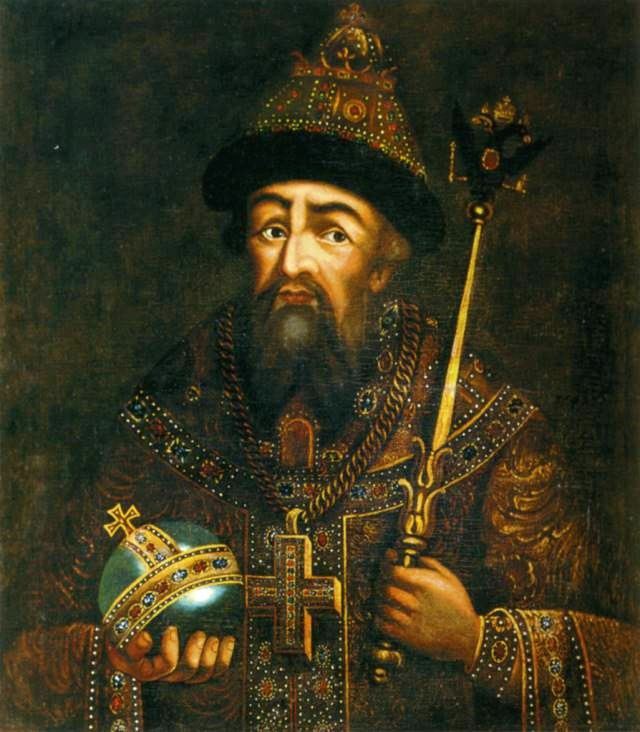
Иван IV Васильевич Грозный 1533-1547 Государь всея Руси
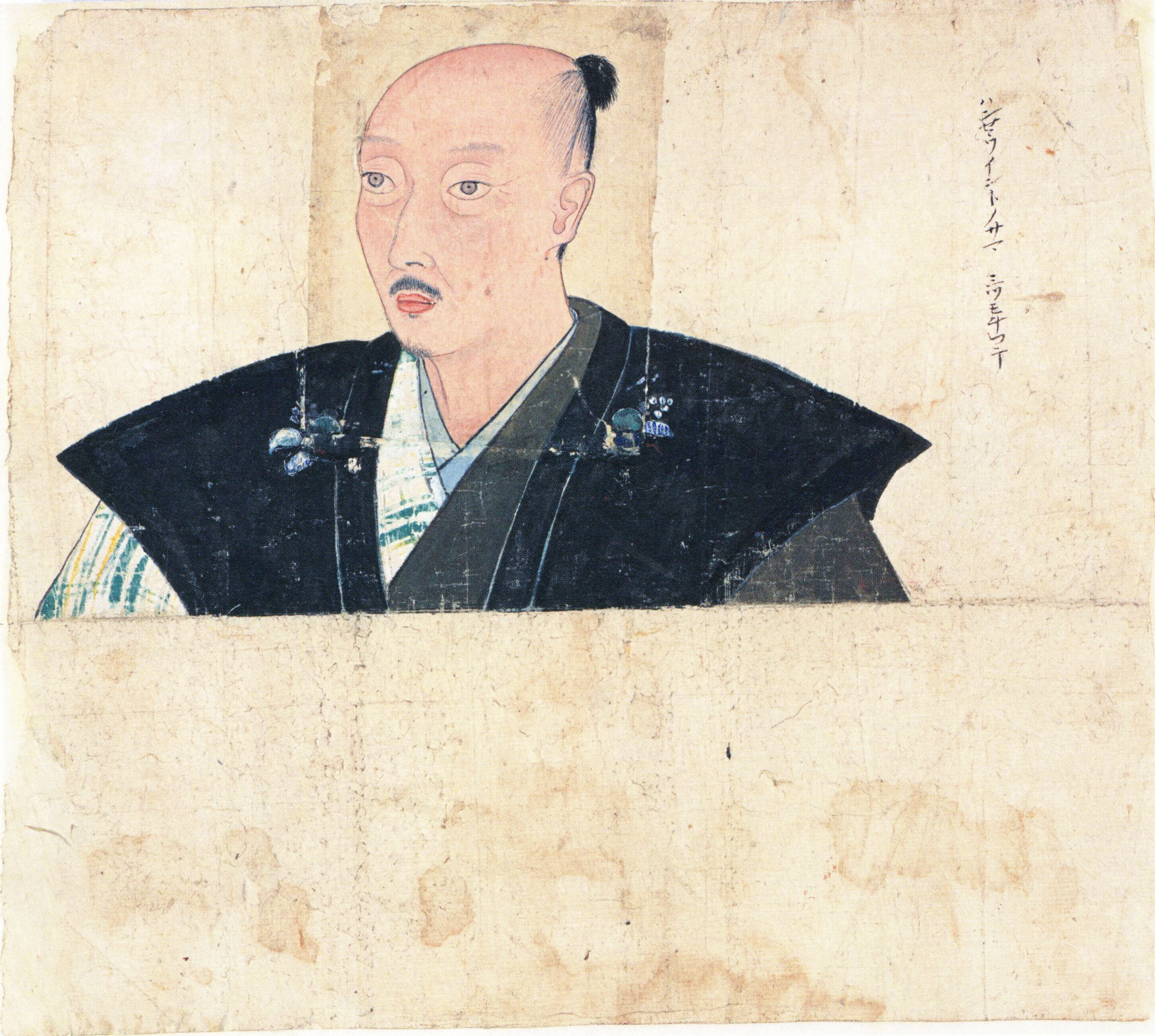
Асикага Ёсихару 1521-1546 Сёгун Японии
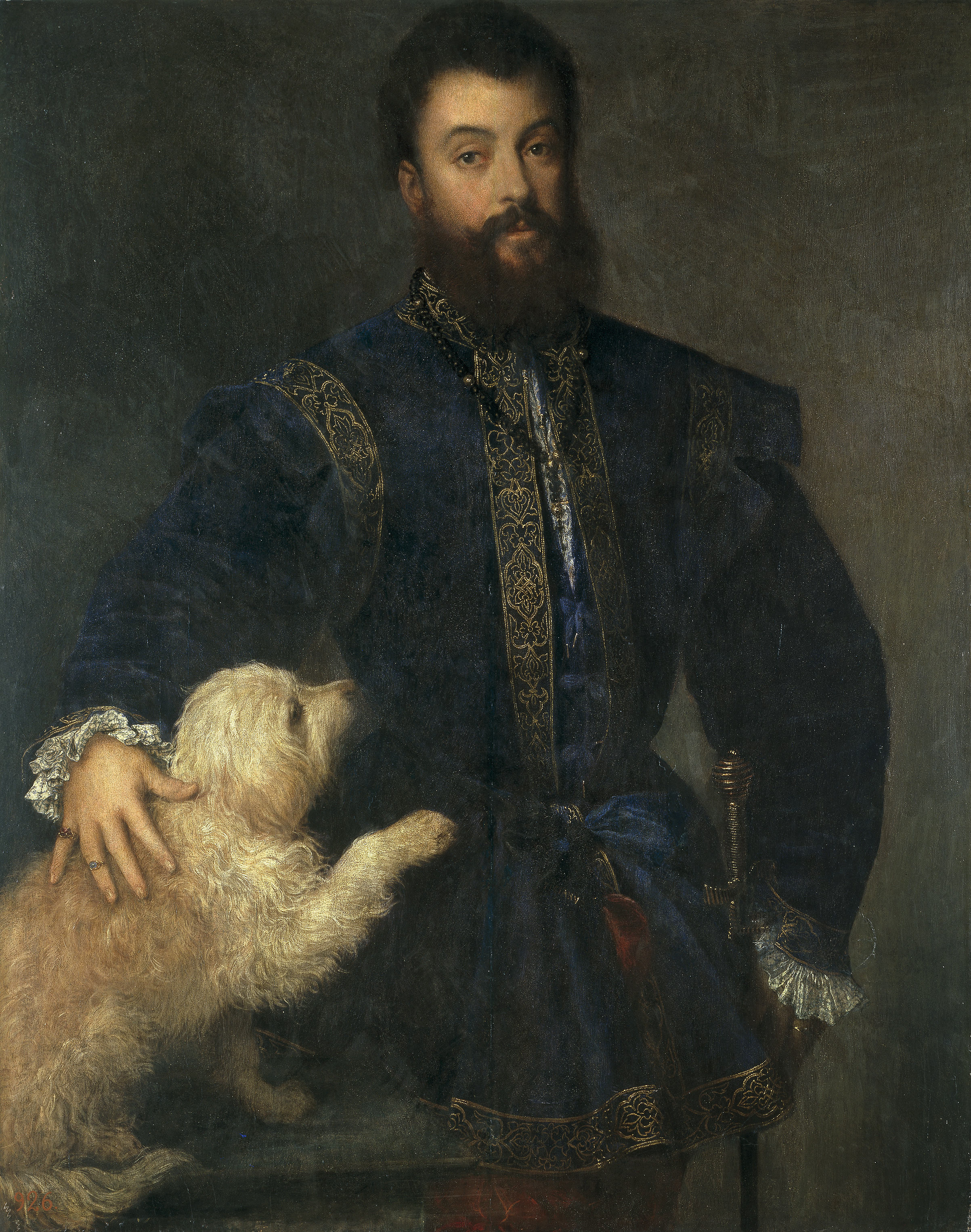
Федерико II Гонзага 1519-1540 Герцог Мантуи
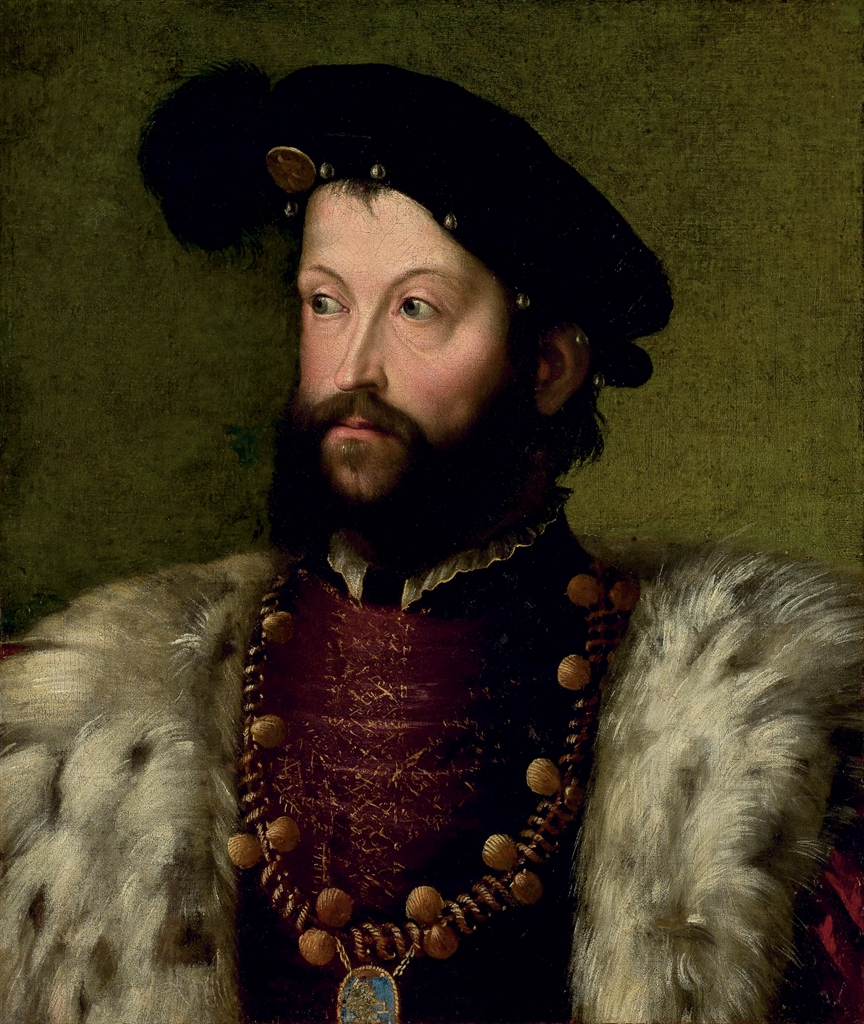
Эрколе II д’Эсте 1534-1559 Герцог Модены, Феррары и Реджо
Козимо I Медичи 1537-1569 Герцог Флорентийский
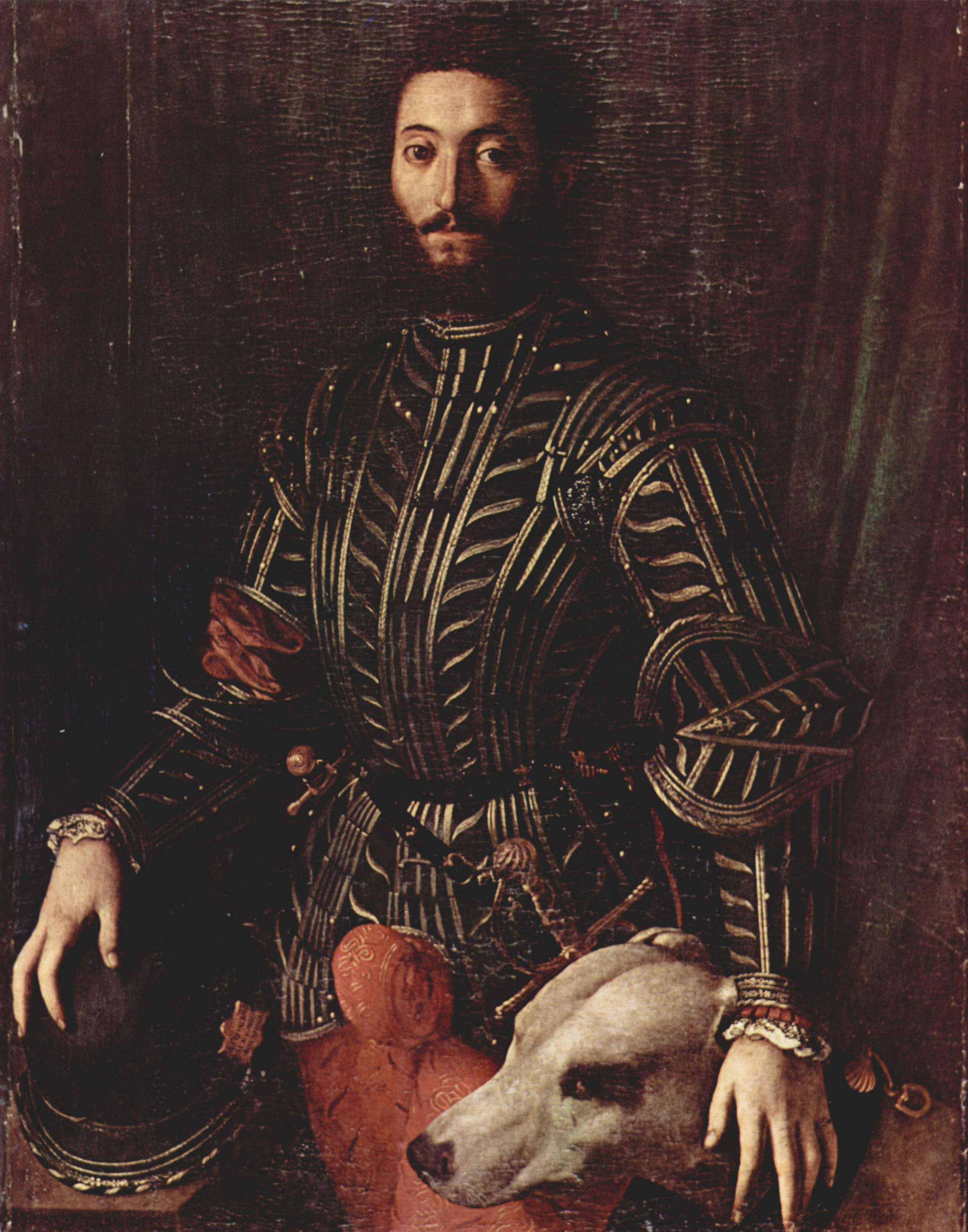
Гвидобальдо II делла Ровере 1538-1574 Герцог Урбино
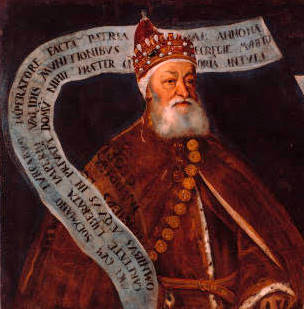
Пьетро Ландо 1539-1545 Дож Венеции
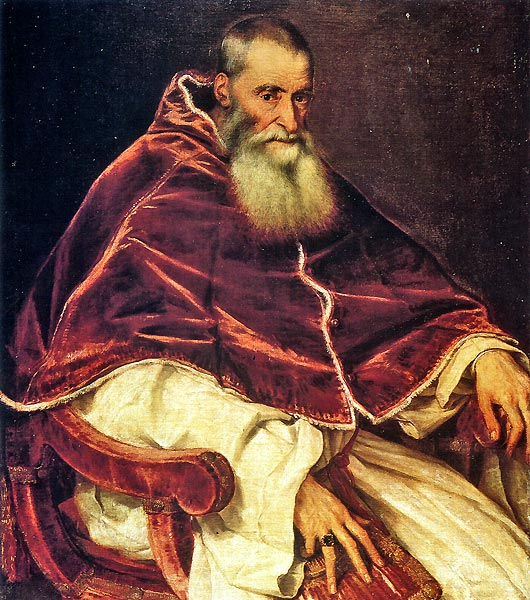
Павел III 1534-1549 Папа Римский